# Dumpa mig
Dumpa mig är Veronica Maggios debutsingel från hennes debutalbum Vatten och bröd. Låten är skriven av Stefan Gräslund. Musikvideon regisserades av Gustaf Åkerblom och producerades av Lillasyster produktion.

## Låtlista
Digital nerladdning
1. "Dumpa mig" (Radio Version) – 3:38
2. "Dumpa mig" (Extended Version) – 4:21

## Släppshistorik
| Region  | Datum        | Format              | Skivmärke       |
| ------- | ------------ | ------------------- | --------------- |
| Sverige | 20 mars 2006 | Digital nerladdning | Universal Music |

## Listplaceringar
| Lista (2006) | Topplacering |
| ------------ | ------------ |
| Sverige      | 14           |

### Fotnoter
1. ↑  ”Dumpa mig - Single by Veronica Maggio”. iTunes. http://itunes.apple.com/se/album/dumpa-mig-single/id118333048.
2. ↑  ”Hitparad”. http://www.swedishcharts.com/showitem.asp?interpret=Veronica+Maggio&titel=Dumpa+mig&cat=s. Läst 22 mars 2012.